# العنف على العاهرات

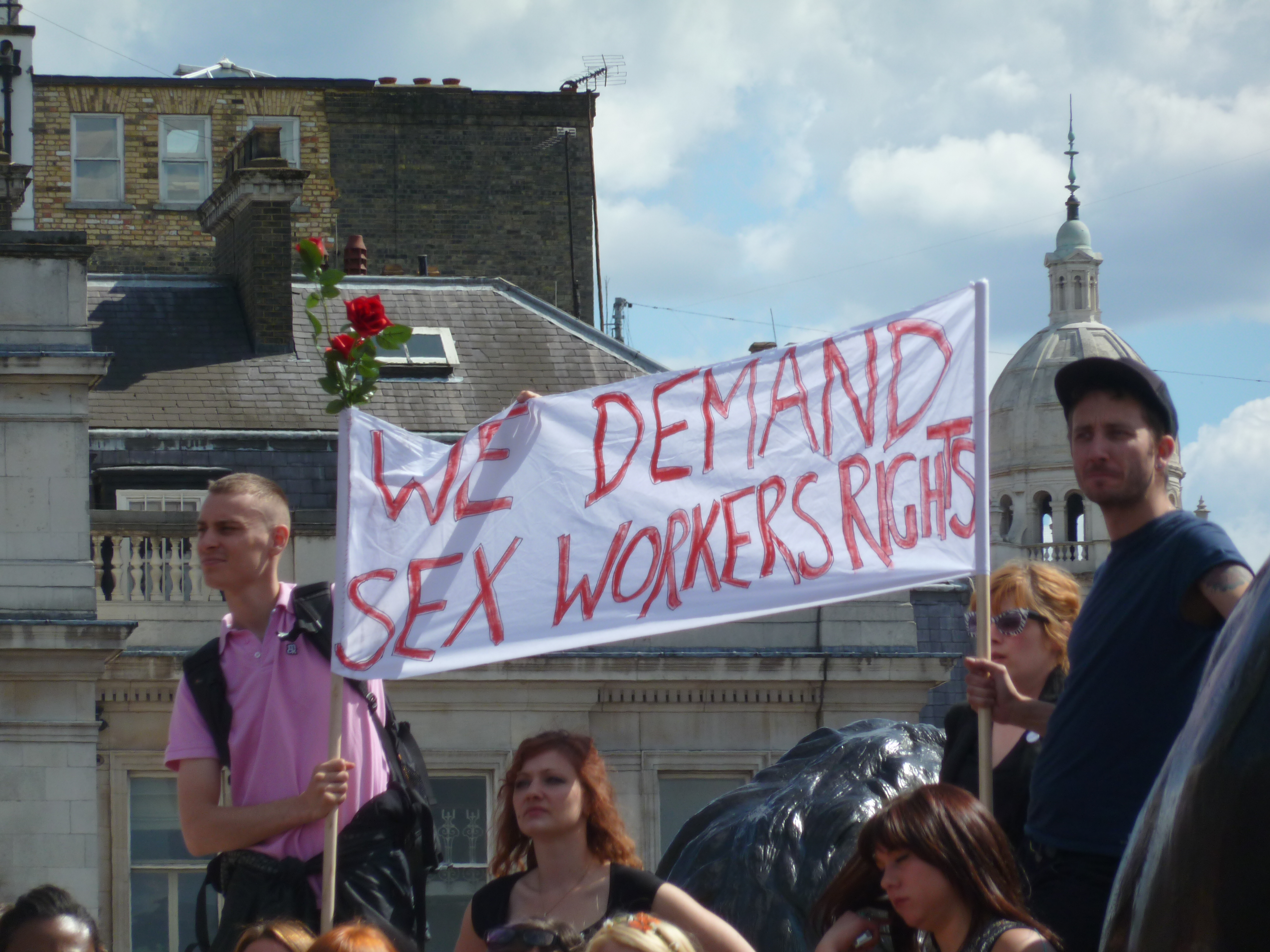

يُقترف العنف على بائعات الهوى حول العالم، على كلا المستويين الجسدي والنفسي، وقد يصل الأمر في حالات متطرفة للقتل سواءً ضمن نطاق مكان العمل أو خارجه، علماً أن غالبية الضحايا تكون من النساء.

## الانتشار
تتعرض النساء العاملات في الدعارة لمستويات أعلى من العنف من اللاتي تعملن في مجالات أخرى، ففي عام 2004 قُدّرت معدلات قتل الإناث العاملات بالجنس في الولايات المتحدة الأمريكية بـ204 من بين كل 100,000 أنثى.

## أنواع العنف

### جسدي
تعرّف منظمة الصحة العالمية العنف الجسدي على أنه «الاستخدام القصدي للقوة الجسدية، سواء تهديداً أو تنفيذاَ، ضد الذات، أو شخص ما، أو ضد مجموعة أو مجتمع ما، والذي يؤدي أو قد يؤدي لأذية، أو موت، أو أذى نفسي، أو سوء نماء، أو حرمان.»
ويشيع التعرض للعنف الجسدي لدى العاملات بالجنس خارجياً، إذ أبلغ 47% من هؤلاء النساء في إحدى الدراسات عن تعرضهن للرفس، أو اللكم أو الصفع، وفي دراسة أخرى أشارت معظم النساء إلى أن العنف المُرتكب بحقهن غالباً ما يكون صادراً عن الزبائن بحد ذاتهم.
وبغض النظر عن الأرقام، تتفق معظم الدراسات المجراة على العنف على بائعي وبائعات الهوى عموماً على ارتفاع معدلات النوع الجسدي منه بشكل كبير، ولاسيّما لدى النساء (بما فيهن المتحولات جنسياً).

### نفسي
يتيمز العنف النفسي، والذي يُشار إليه أيضاً بالذهني أو العاطفي، بتعريض شخص ما لسلوك قد يؤدي لرض أو رضح نفسي، بما يتضمن القلق، والاكتئاب المزمن، واضطراب الكرب التالي للرضح.
ويشير صندوق الأمم المتحدة للسكان إلى أن هذا النمط من العنف يتضمن، دون الحصر، الإهانة (كإطلاق الألقاب المزدرية)، والإذلال، والاستخفاف بالشخص أمام الآخرين، والتهديد بخسارة الوصاية على أطفاله/ها، والعزل عن العائلة أو الأصدقاء، والتهديد بإلحاق الأذى به/ها أو بشخص آخر مقرّب، والترهيب بكلمات أو إيحاءات تخويفية، وتدمير الممتلكات.
كما يكون العاملون/العاملات بالجنس أكثر عرضة لبعض أنواع الإساءة النفسية أو العاطفية، مثل الحرمان من الحقوق الأساسية، والإكراه على تعاطي المخدرات أو الكحول، وتكون النساء العاملات في الجنس عادةً أكثر عرضة للإساءة النفسية، ولاسيّما اللفظية، نظراً لتلقيب العديد من الزبائن وأفراد المجتمع الآخرين لهن بالعاهرات.

### جنسي
تندرج تحت تصنيف العنف الجنسي أية محاولة للحصول على فعل جنسي معين بالقوة أو الإكراه، بالإضافة إلى التعليقات والمقاربات الجنسية غير المرغوبة، وممارسات الإتجار بشخص ما أو تلك الموجهة ضد جنسانيته/ها، بغض النظر عن علاقة المقترف بالضحية.
وتكون مخاطر الإساءة الجنسية عموماً أقل من مخاطر قرينتها الجسدية، باستثناء ما يتعلق ببائعات الهوى العاملات في الداخل، واللاتي يُبلغن عن معدلات اغتصاب أو محاولات له أعلى من أي نوع آخر من العنف الجسدي، ويتعلق التعرض الكبير للاغتصاب والأشكال الأخرى من العنف الجنسي أثناء العمل بالجنس بمعدلات عالية من اضطراب الكرب التالي للرضح.

## العوامل المساهمة

### العمل بالجنس القانوني مقابل غير القانوني
قد تصعّب القوانين الحاظرة للعمل بالجنس على العاملين والعاملات به أن يُبلغوا عن أي عنف يتعرضون له أثناء العمل، فعادة ما تُجرى ترتيبات اللقاء مع الزبائن في أماكن سرية عندما يكون العمل بالجنس غير قانوني، عدا عن عدم تمكّن الضحايا من التبيلغ عن العنف المُرتكب بحقهم خوفاً من الاعتقال.

### بيئات العمل الداخلية مقابل الخارجية
توجد فروقات كبيرة في معدلات العنف المُقترفة بحق العاملات والعاملين في دعارة الشارع، والدعارة الداخلية كما في حالة المواخير، وصالونات التدليك والطلب على الهاتف، وعادة ما تكون النساء العاملات بشكل قانوني في مواخير مرخّصة أقل عرضة للوقوع كضحايا للعنف.

## المقترفون
قد يتضمن مقترفو العنف بحق بائعي وبائعات الهوى الزبائن العنيفين والقوادين، فعادة ما يحاول الزبائن المحافظة على نوع من السيطرة على العاملين في الجنس، ويتم ذلك غالباً من خلال وسائل مختلفة من العنف، سواء أكانت جنسية، أم عاطفية أم جسدية.
كما يُعد رجال الشرطة أنفسهم مقترفين شائعين للعنف على بائعات وبائعي الهوى، إذ أُبلغ عن الكثير من حالات ضرب الشرطة لأولئك الأشخاص أو اغتصابهم.

## جهود مناهضة هذا العنف
تركزت معظم جهود الدفاع عن بائعي وبائعات الهوى على الوقاية من انتشار الإيدز وفيروس العوز المناعي البشري بين السكان عامّة أكثر من تركيزها على إمكانية استفادة أولئك الأشخاص من سياسات معينة، وبالتالي تجاهلت العديد من قضايا العنف التي تواجههم.
لكن توجهت بعض الجهود مؤخراً للقضاء على العنف على بائعي وبائعات الهوى من منظور أوسع، إذ يقترح صندوق الأمم المتحدة للسكان، بالتعاون مع العديد من المنظمات، تمكين المجتمع بقيادة العاملين والعاملات بالجنس كطريقة لمحاربة العنف علىهم، كما يدعو لتغيير وجهات النظر واعتبار العمل بالجنس عملاً حقيقياً، عوضاً عن عدّه نشاطاً غير قانوني، لكن من المعضلات التي تعرقل جهود منع العنف على أولئك الأشخاص قلّة التبليغ عن حالات العنف تلك، بالإضافة إلى تجريم العمل بالجنس في العديد من الدول، بما فيها الولايات المتحدة الأمريكية.